# 克里斯蒂安·斯沃德多夫
克里斯蒂安·斯沃德多夫（瑞典語：Christian Rubio Sivodedov；1997年11月7日—）是一位瑞典足球運動員，在場上的位置是中場。他現在效力於德國足球甲級聯賽球隊沙爾克04。他在2015年1月29日加盟沙爾克04。